# Marcgraviastrum cuneifolium
Marcgraviastrum cuneifolium är en tvåhjärtbladig växtart som först beskrevs av George Gardner, och fick sitt nu gällande namn av H.G. Bedell. Marcgraviastrum cuneifolium ingår i släktet Marcgraviastrum och familjen Marcgraviaceae. Inga underarter finns listade i Catalogue of Life.